# Mount Pinafore
Mount Pinafore är ett berg i Antarktis. Det ligger i Västantarktis. Argentina, Chile och Storbritannien gör anspråk på området. Toppen på Mount Pinafore är 1 178 meter över havet, eller 40 meter över den omgivande terrängen. Bredden vid basen är 1,1 km.
Terrängen runt Mount Pinafore är huvudsakligen kuperad, men åt nordost är den platt. Trakten är obefolkad. Det finns inga samhällen i närheten.